# The Lone Ranger Rides Again

The Lone Ranger Rides Again (1956) es una recopilación de los tres primeros episodios, de The Lone Ranger realizados para la televisión, protagonizado por Clayton Moore - Jay Silverheels, y dirigido por George B. Seitz Jr..

## Argumento
Un miembro de los Texas Rangers es emboscado en una montaña por la pandilla de Butch Cavendish. Ellos piensan que lo han matado, pero solo está herido. Horas más tarde es encontrado por un indio llamado Toro, que cuida de él hasta que se curan sus heridas. Este miembro de los Texas Ranger cree más conveniente para su persona ocultar su identidad con una máscara. Desde ese día comenzó a llamarse The Lone Ranger y junto a Toro, van en busca de Cavendish y su pandilla.

## Elenco
| Actor           | Rol             |
| --------------- | --------------- |
| Clayton Moore   | The Lone Ranger |
| Jay Silverheels | Toro            |
| George J. Lewis | Collins         |
| Glenn Strange   | Cavendish       |
| Tristram Coffin | capitán Reid    |
| Jack Clifford   | Jerry           |